# Opuntia macrorhiza
Opuntia macrorhiza är en kaktusväxtart som beskrevs av Georg George Engelmann. Opuntia macrorhiza ingår i släktet fikonkaktusar, och familjen kaktusväxter. Inga underarter finns listade i Catalogue of Life.

## Bildgalleri

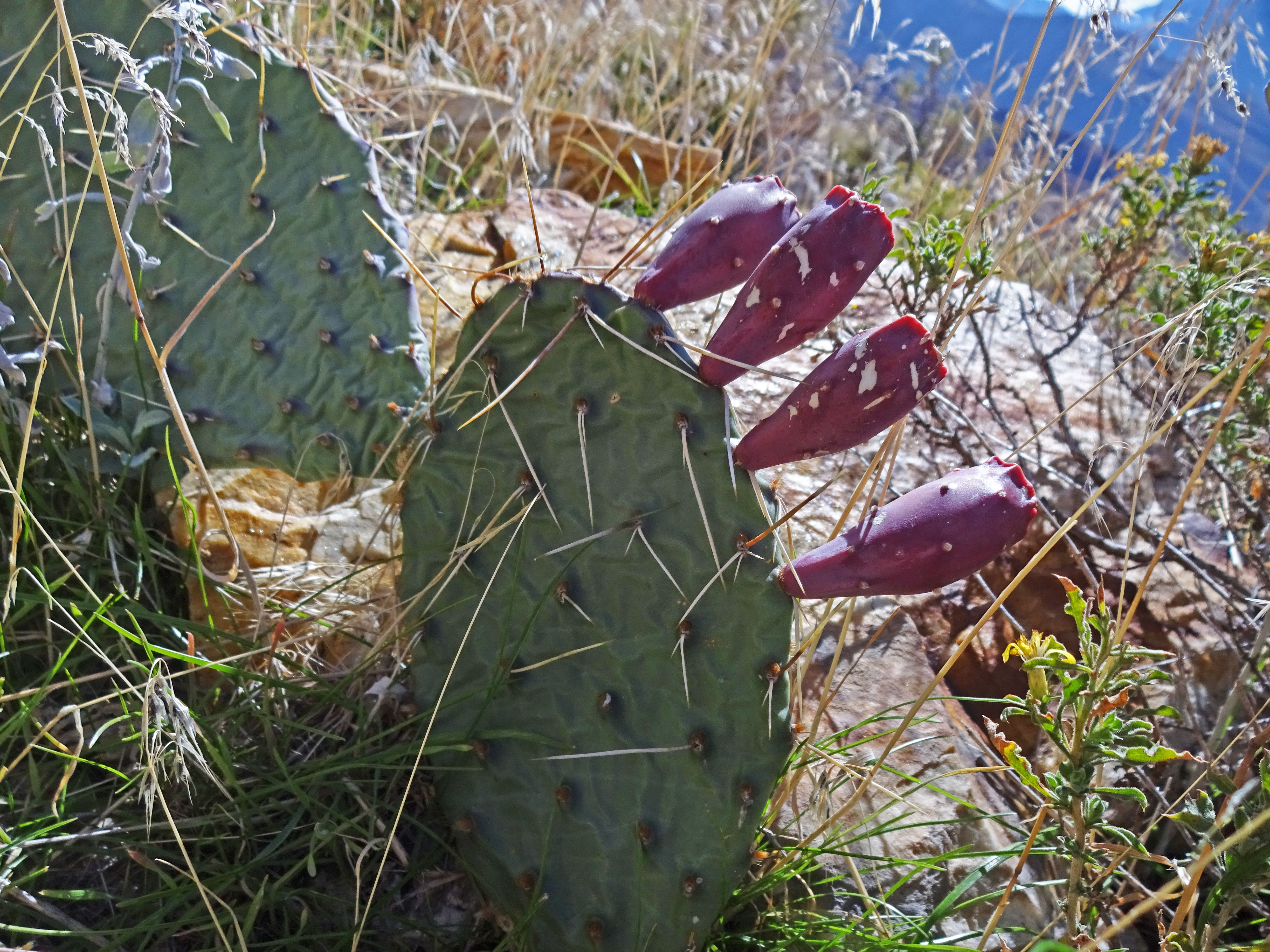
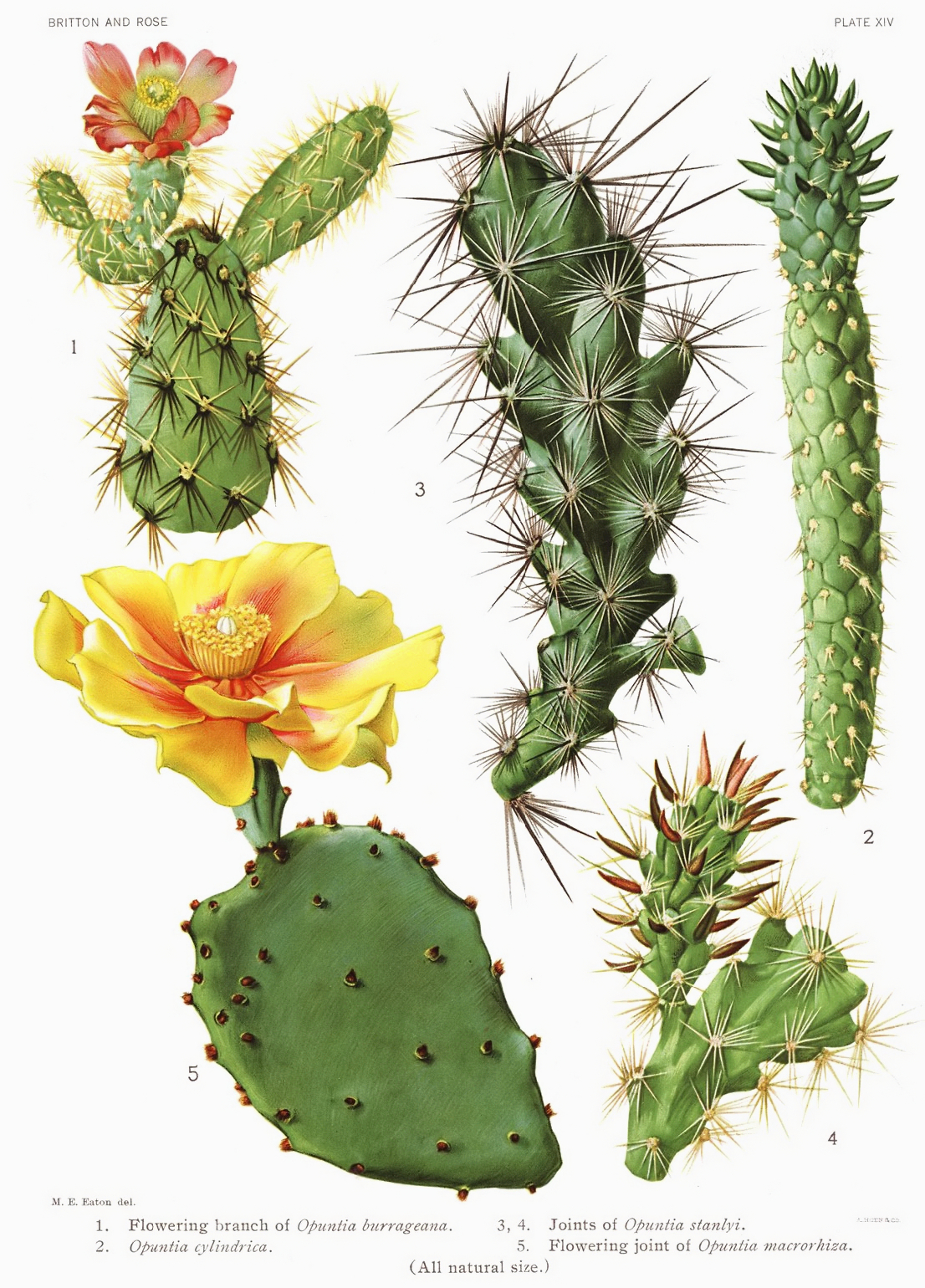